# Radu Rebeja
Radu Nikołajewicz Rebeja (ur. 8 czerwca 1973 w Kiszyniowie) – mołdawski piłkarz grający na pozycji defensywnego pomocnika.

## Kariera klubowa
Rebeja jest wychowankiem klubu Zimbru Kiszyniów. W 1991 roku zadebiutował w jego barwach w rozgrywkach mołdawskiej ekstraklasy. W pierwszym sezonie Radu był tylko rezerwowym i miał mały udział w wywalczeniu mistrzostwa Mołdawii. Jednak w sezonie 1992/1993 był już zawodnikiem pierwszej jedenastki, a Zimbru drugi raz z rzędu został mistrzem kraju. Także w kolejnych latach Rebeja wspomagał zespół w walce o trofea – w 1994, 1995, 1996, 1998 i 1999 zdobywał prymat w lidze, a w 1997 i 1998 Puchar Mołdawii. Przez 8 sezonów rozegrał dla Zimbru 197 spotkań i zdobył w nich 43 gole.
Na początku 1999 roku Rebeja wyjechał do Rosji i został zawodnikiem Urałanu Elista. W pierwszym sezonie zajął z nim 9. pozycję w Premier Lidze, ale w 2000 roku zespół spadł do Pierwszej Dywizji. W 2001 roku Mołdawianin przeszedł do Saturna Ramienskoje. W Saturnie wypracował sobie podobną pozycję jak w Urałanie będąc tym samym czołowym zawodnikiem drugiej linii. W 2001 roku zajął z nim 6. pozycję, w 2002 roku podobnie, a w 2003 – 7. W 2004 roku Rebeja został zawodnikiem FK Moskwa. W FK od początku zaczął grać w wyjściowej jedenastce – największy do tej pory sukces w tym klubie to 5. miejsce w 2005 roku i 6. w 2006. Do 2008 roku był kapitanem FK. Latem 2008 odszedł do FK Chimki, beniaminka Premier Ligi, a pod koniec roku zakończył karierę.
| Sezon   | Klub               | Kraj     | Rozgrywki         | Mecze | Bramki |
| ------- | ------------------ | -------- | ----------------- | ----- | ------ |
| 1991/92 | Zimbru Kiszyniów   | Mołdawia | Divizia Națională | 7     | 0      |
| 1992/93 | Zimbru Kiszyniów   | Mołdawia | Divizia Națională | 51    | 11     |
| 1993/94 | Zimbru Kiszyniów   | Mołdawia | Divizia Națională | 28    | 10     |
| 1994/95 | Zimbru Kiszyniów   | Mołdawia | Divizia Națională | 23    | 4      |
| 1995/96 | Zimbru Kiszyniów   | Mołdawia | Divizia Națională | 25    | 7      |
| 1996/97 | Zimbru Kiszyniów   | Mołdawia | Divizia Națională | 25    | 8      |
| 1997/98 | Zimbru Kiszyniów   | Mołdawia | Divizia Națională | 23    | 2      |
| 1998/99 | Zimbru Kiszyniów   | Mołdawia | Divizia Națională | 15    | 1      |
| 1999    | Urałan Elista      | Rosja    | Premier Liga      | 25    | 0      |
| 2000    | Urałan Elista      | Rosja    | Premier Liga      | 27    | 0      |
| 2001    | Saturn Ramienskoje | Rosja    | Premier Liga      | 28    | 0      |
| 2002    | Saturn Ramienskoje | Rosja    | Premier Liga      | 28    | 0      |
| 2003    | Saturn Ramienskoje | Rosja    | Premier Liga      | 25    | 1      |
| 2004    | FK Moskwa          | Rosja    | Premier Liga      | 29    | 1      |
| 2005    | FK Moskwa          | Rosja    | Premier Liga      | 28    | 2      |
| 2006    | FK Moskwa          | Rosja    | Premier Liga      | 25    | 0      |
| 2007    | FK Moskwa          | Rosja    | Premier Liga      | 20    | 0      |
| 2008    | FK Moskwa          | Rosja    | Premier Liga      | 8     | 0      |
| 2008    | FK Chimki          | Rosja    | Premier Liga      | 8     | 0      |

## Kariera reprezentacyjna
W reprezentacji Mołdawii Rebeja zadebiutował w 1992 roku. Od tego czasu jest podstawowym zawodnikiem zespołu i ma za sobą występy w eliminacjach do mistrzostw świata oraz mistrzostw Europy. Obok Siergieja Kleszczenki wystąpił najwięcej razy w drużynie narodowej.